# Little River State Beach
Little River State Beach è una spiaggia protetta della California, negli Stati Uniti d'America, nella Contea di Humboldt. Si trova alla foce del Little River, 13 miglia (21 km) a nord di Eureka, a destra della U.S. Route 101..
La zona protetta di 152 acri fu creata nel 1931.
La zona è un'ampia spiaggia aperta che contiene dune di sabbia. Il Little River è il limite nord della spiaggia.
È aperta solo per usi diurni, ma l'adiacente parco di Clam Beach mette a disposizione un campeggio.